# William Cavendish (1783)
William Cavendish (10 gennaio 1783 – Holker Hall, 14 gennaio 1812) è stato un politico inglese.

## Biografia
Era figlio di lord George Cavendish, poi conte di Burlington, e di sua moglie Lady Elizabeth Compton, figlia di Charles Compton, VII conte di Northampton.
William morì prima del padre, nel 1812. Suo figlio William succedette al nonno e divenne VII duca di Devonshire.

### Matrimonio e discendenza
Il 18 luglio 1807 sposò Louisa O'Callaghan, figlia di Cornelio O'Callaghan, I barone di Lismore. Ebbero quattro figli:
- Lady Fanny Cavendish (? - 1885), sposò Frederick John Howard ed ebbe figli;
- William Cavendish, VII duca di Devonshire (1808-1891);
- Lord George Henry Cavendish (19 agosto 1810 - 23 settembre 1880);
- Lord Richard Cavendish (3 luglio 1812 - 19 novembre 1873).

## Ascendenza
|                                           |                 |                                         | Genitori                               |  |  | Nonni |  |  | Bisnonni                                  |  |  | Trisnonni                                |  |
|                                           |                 |                                         |                                        |  |  |       |  |  | William Cavendish, III duca di Devonshire |  |  | William Cavendish, II duca di Devonshire |  |
|                                           |                 |                                         |                                        |  |  |       |  |  | William Cavendish, III duca di Devonshire |  |  | William Cavendish, II duca di Devonshire |  |
|                                           |                 | Rachel Russell                          |                                        |  |  |       |  |  | William Cavendish, III duca di Devonshire |  |  |                                          |  |
| William Cavendish, IV duca di Devonshire  |                 |                                         |                                        |  |  |       |  |  | William Cavendish, III duca di Devonshire |  |  |                                          |  |
|                                           |                 | Catherine Hoskins                       | John Hoskins                           |  |  |       |  |  |                                           |  |  |                                          |  |
|                                           |                 | Catherine Hoskins                       | John Hoskins                           |  |  |       |  |  |                                           |  |  |                                          |  |
|                                           |                 | Catherine Hoskins                       | Catherine Hale                         |  |  |       |  |  |                                           |  |  |                                          |  |
| George Cavendish, I conte di Burlington   |                 | Catherine Hoskins                       |                                        |  |  |       |  |  |                                           |  |  |                                          |  |
|                                           |                 | Richard Boyle, III conte di Burlington  | Charles Boyle, II conte di Burlington  |  |  |       |  |  |                                           |  |  |                                          |  |
|                                           |                 | Richard Boyle, III conte di Burlington  | Charles Boyle, II conte di Burlington  |  |  |       |  |  |                                           |  |  |                                          |  |
|                                           |                 | Richard Boyle, III conte di Burlington  | Juliana Noel                           |  |  |       |  |  |                                           |  |  |                                          |  |
| Charlotte Elizabeth Boyle                 |                 | Richard Boyle, III conte di Burlington  |                                        |  |  |       |  |  |                                           |  |  |                                          |  |
|                                           |                 | Dorothy Savile                          | William Savile, II marchese di Halifax |  |  |       |  |  |                                           |  |  |                                          |  |
|                                           |                 | Dorothy Savile                          | William Savile, II marchese di Halifax |  |  |       |  |  |                                           |  |  |                                          |  |
|                                           |                 | Dorothy Savile                          | Mary Finch                             |  |  |       |  |  |                                           |  |  |                                          |  |
| William Cavendish                         |                 | Dorothy Savile                          |                                        |  |  |       |  |  |                                           |  |  |                                          |  |
|                                           | Charles Compton | George Compton, IV conte di Northampton |                                        |  |  |       |  |  |                                           |  |  |                                          |  |
|                                           | Charles Compton | George Compton, IV conte di Northampton |                                        |  |  |       |  |  |                                           |  |  |                                          |  |
|                                           | Charles Compton | Jane Fox                                |                                        |  |  |       |  |  |                                           |  |  |                                          |  |
| Charles Compton, VII conte di Northampton | Charles Compton |                                         |                                        |  |  |       |  |  |                                           |  |  |                                          |  |
|                                           |                 | Mary Lucy                               | Berkeley Lucy, III baronetto           |  |  |       |  |  |                                           |  |  |                                          |  |
|                                           |                 | Mary Lucy                               | Berkeley Lucy, III baronetto           |  |  |       |  |  |                                           |  |  |                                          |  |
|                                           |                 | Mary Lucy                               | Catharine Cotton                       |  |  |       |  |  |                                           |  |  |                                          |  |
| Elizabeth Compton                         |                 | Mary Lucy                               |                                        |  |  |       |  |  |                                           |  |  |                                          |  |
|                                           |                 | Charles Somerset, IV duca di Beaufort   | Henry Somerset, II duca di Beaufort    |  |  |       |  |  |                                           |  |  |                                          |  |
|                                           |                 | Charles Somerset, IV duca di Beaufort   | Henry Somerset, II duca di Beaufort    |  |  |       |  |  |                                           |  |  |                                          |  |
|                                           |                 | Charles Somerset, IV duca di Beaufort   | Rachel Noel                            |  |  |       |  |  |                                           |  |  |                                          |  |
| Anne Somerset                             |                 | Charles Somerset, IV duca di Beaufort   |                                        |  |  |       |  |  |                                           |  |  |                                          |  |
|                                           |                 | Elizabeth Berkeley                      | John Berkeley                          |  |  |       |  |  |                                           |  |  |                                          |  |
|                                           |                 | Elizabeth Berkeley                      | John Berkeley                          |  |  |       |  |  |                                           |  |  |                                          |  |
|                                           |                 | Elizabeth Berkeley                      | Elizabeth Norborne                     |  |  |       |  |  |                                           |  |  |                                          |  |
|                                           |                 | Elizabeth Berkeley                      |                                        |  |  |       |  |  |                                           |  |  |                                          |  |